# Ричардсон, Ральф
Сэр Ральф Дэ́вид Ри́чардсон (англ. Ralph David Richardson; 19 декабря 1902, Челтнем — 10 ноября 1983, Лондон) — английский актёр.

## Биография
Учился в театральной школе Брайтона.
- 1921—1924 годах — в труппе Ч. Дорана (Лоренцо в «Венецианском купце» У. Шекспира)
- с 1925 года — в Бирмингемском репертуарном театре
- с 1930 года — в «Олд Вик»
- 1944 года — содиректор «Олд Вик» вместе с Л. Оливье и Дж. Баррелом

## Роли
Из множества шекспировских ролей, сыгранных Ричардсоном, наибольшую славу ему принесли роли Отелло и Фальстафа.
- Пер Гюнт — «Пер Гюнт» Х. Ибсена
- Сирано де Бержерак — «Сирано де Бержерак» Э. Ростана
- Гуль — «Инспектор пришёл» Дж. Б. Пристли
- Мартин и майор Поллок — «Отдельные столики» Т. Реттигена
- 1957 — генерал Пе — «Вальс тореадора» Ж. Ануя
- Войницкий — «Дядя Ваня» А. П. Чехова
- Вершинин — «Три сестры» А. П. Чехова
- Виктор Родс — «Покладистый любовник» Г. Грина
- Черри — «Цветущая вишня» Роберта Болта

## Режиссёрские работы в «Олд Вик»
- 1947 — «Ричард II» У. Шекспира
- «Инспектор пришёл» Дж. Б. Пристли
- «Сирано де Бержерак» Э. Ростана

## Избранная фильмография
| Год  |     | Русское название                                 | Оригинальное название                             | Роль                                           |
| ---- | --- | ------------------------------------------------ | ------------------------------------------------- | ---------------------------------------------- |
| 1933 | ф   | Упырь                                            | The Ghoul                                         | Найджел Хартли                                 |
| 1933 | ф   | Пятница, 13-е                                    | Friday the Thirteenth                             | Гораций Даус                                   |
| 1934 | ф   | Король Парижа                                    | The King of Paris                                 | Пол Лебрюн                                     |
| 1934 | ф   |                                                  | Java Head                                         | Уильям Эммидон                                 |
| 1934 | ф   | Возвращение Бульдога Драммонда                   | The Return of Bulldog Drummond                    | Бульдог Драммонд                               |
| 1936 | ф   | Облик грядущего                                  | Things to Come                                    | Рудольф «Вождь»                                |
| 1936 | ф   | Человек, который умел творить чудеса             | The Man Who Could Work Miracles                   | полковник Уинстенли                            |
| 1937 | ф   | Гром в городе                                    | Thunder in the City                               | Генри Мэннингдэйл                              |
| 1938 | ф   | Развод леди Икс                                  | The Divorce of Lady X                             | лорд Мер                                       |
| 1938 | ф   |                                                  | South Riding                                      | Роберт Карн                                    |
| 1938 | ф   | Цитадель                                         | The Citadel                                       | доктор Филип Денни                             |
| 1939 | ф   | У льва есть крылья                               | The Lion Has Wings                                | командир эскадрильи Ричардсон                  |
| 1939 | ф   | Самолёты типа Q                                  | Q Planes                                          | майор Хаммонд                                  |
| 1939 | ф   | Четыре пера                                      | The Four Feathers                                 | капитан Джон Дюрранс                           |
| 1939 | ф   |                                                  | On the Night of the Fire                          | Уилл Коблинг                                   |
| 1943 | ф   | Серебряный флот                                  | The Silver Fleet                                  | Джаап Ван Лейден                               |
| 1946 | ф   | Школа тайной службы                              | School for Secrets                                | профессор Хетервилль                           |
| 1948 | ф   | Анна Каренина                                    | Anna Karenina                                     | Алексей Каренин                                |
| 1948 | ф   | Поверженный идол                                 | The Fallen Idol                                   | Бейнс                                          |
| 1949 | ф   | Наследница                                       | The Heiress                                       | доктор Остин Слопер                            |
| 1951 | ф   | Изгнанник с островов                             | Outcast of the Islands                            | капитан Лингард                                |
| 1952 | ф   | Дома в семь                                      | Home at Seven                                     | Дэвид Престон                                  |
| 1952 | ф   | Звуковой барьер                                  | The Sound Barrier                                 | Джон Риджфилд                                  |
| 1952 | ф   | Падуб и плющ                                     | The Holly and the Ivy                             | преподобный Мартин Грегори                     |
| 1955 | ф   | Ричард III                                       | Richard III                                       | герцог Бэкингем                                |
| 1957 | ф   |                                                  | The Passionate Stranger                           | Роджер Винтер / сэр Клемент Хэтэуэй            |
| 1959 | ф   | Наш человек в Гаване                             | Our Man in Havana                                 | C (Си)                                         |
| 1960 | ф   | Оскар Уайлд                                      | Oscar Wilde                                       | сэр Эдвард Карсон                              |
| 1960 | ф   | Исход                                            | Exodus                                            | генерал Сазерленд                              |
| 1962 | ф   | Долгий день уходит в ночь                        | Long Day's Journey into Night                     | Джеймс Тайрон Старший                          |
| 1962 | ф   | Триста спартанцев                                | The 300 Spartans                                  | Фемистокл                                      |
| 1964 | ф   | Соломенная вдова (Соломенная женщина)            | Woman of Straw                                    | Чарльз Ричмонд                                 |
| 1965 | ф   | Доктор Живаго                                    | Doctor Zhivago                                    | Александр Громеко                              |
| 1966 | ф   | Несусветный багаж                                | The Wrong Box                                     | Джозеф Финсбёри                                |
| 1966 | ф   | Хартум                                           | Khartoum                                          | Уильям Гладстон                                |
| 1969 | ф   | Бег Мидаса                                       | Midas Run                                         | лорд Хеншо                                     |
| 1969 | ф   | Битва за Британию                                | Battle of Britain                                 | сэр Дэвид Келли — английский посол в Швейцарии |
| 1969 | ф   | Жилая комната                                    | The Bed-Sitting Room                              | лорд Фортнум Аламейнский                       |
| 1971 | ф   | Кто прикончил тётушку Ру?                        | Whoever Slew Auntie Roo?                          | мистер Бентон — псевдо-физик                   |
| 1972 | ф   | Орёл в клетке                                    | Eagle in a Cage                                   | сэр Хадсон Лоу                                 |
| 1972 | ф   | Леди Каролина Лэм                                | Lady Caroline Lamb                                | Георг IV                                       |
| 1972 | ф   | Байки из склепа                                  | Tales from the Crypt                              | хранитель склепа (рассказчик)                  |
| 1972 | ф   | Алиса в Стране чудес                             | Alice's Adventures in Wonderland                  | Гусеница                                       |
| 1973 | ф   | Кукольный дом                                    | A Doll's House                                    | доктор Рэнк                                    |
| 1973 | ф   | О, счастливчик!                                  | O Lucky Man!                                      | Монти / сэр Джеймс Бёрджесс                    |
| 1975 | ф   | Роллербол                                        | Rollerball                                        | библиотекарь                                   |
| 1977 | тф  | Человек в железной маске                         | The Man in the Iron Mask                          | Кольбер де Волье                               |
| 1977 | мтф | Иисус из Назарета                                | Jesus of Nazareth                                 | Симеон Богоприимец                             |
| 1978 | мф  | Опаснейшее путешествие                           | Watership Down                                    | Главный Кролик                                 |
| 1981 | ф   | Убийца дракона                                   | Dragonslayer                                      | Ульрих из Краггенмура                          |
| 1981 | ф   | Бандиты времени                                  | Time Bandits                                      | Верховное Существо                             |
| 1984 | ф   | Грейстоук: Легенда о Тарзане, повелителе обезьян | Greystoke: The Legend of Tarzan, Lord of the Apes | Шестой граф Грейстоука                         |
| 1984 | ф   | Передай привет Брод-стрит                        | Give My Regards to Broad Street                   | Джим                                           |